# 1926 في تونس
فيما يلي قوائم الأحداث التي وقعت خلال عام 1926 في تونس.